# Hinkle Fieldhouse
Das Hinkle Fieldhouse ist eine Mehrzweckhalle in der US-amerikanischen Stadt Indianapolis im Bundesstaat Indiana. Die Sportarena befindet sich nordöstlich der Wohnheime und des Hauptteils des Campus der Butler University, die auch die Besitzerin ist. Sie wird von den NCAA-Sportmannschaften der Butler Bulldogs (Big East Conference) im Basketball (Männer und Frauen) sowie im Volleyball (Frauen) genutzt. Die Ende der 1920er Jahre gebaute Sporthalle hieß zunächst Butler Fieldhouse. 1966 wurde sie zu Ehren von Paul Daniel „Tony“ Hinkle, der an der Universität von 1921 bis 1970 als Trainer der Bulldogs im Basketball, Football und Baseball sowie als Sportdirektor tätig war, umbenannt. Das Fieldhouse ist eine der bekanntesten Basketballhallen des Landes und trägt den Spitznamen Indiana’s Basketball Cathedral (deutsch Indianas Basketballkathedrale).

## Geschichte
1927 begann der Bau des damaligen Butler Fieldhouse. Am 7. März 1928 fand bereits das erste Spiel im 750.000 US-Dollar teuren Neubau mit einem Tonnendach statt. Die Butler Bulldogs gewannen gegen die Notre Dame Fighting Irish mit 21:13 in der Overtime. Zu diesem Zeitpunkt war die Halle mit 15.000 Plätzen noch nicht fertiggestellt. Die Einweihung wurde auf den 21. Dezember des Jahres gelegt. Die Sportarena war Teil eines großen Bauprojektes, um der Butler University eine der besten Sportanlagen des Landes zu ermöglichen. Finanziert wurden die Baumaßnahmen von einem Unternehmen aus 41 Geschäftsleuten aus Indianapolis. Die Fertigstellung war gesichert, als die Universität mit der Indiana High School Athletic Association einen Mietvertrag unterzeichnete. Dies ermöglichte die Austragung des IHSAA-High-School-Staatsturniers von 1928 bis 1942 und 1946 bis 1971 in der Basketballarena.
Als das Butler Fieldhouse erbaut war, war es eine der größten Basketballhallen der Vereinigten Staaten. So unverändert blieb sie rund 60 Jahre bis zum Sommer 1989. Die Arena erhielt u. a. auf den unteren Rängen Sitze mit Rücklehnen, neue Türen und Fenster an der Südseite, neue Büros, einen Schulungsraum und Umkleideräume neben der Hauptarena, eine V.I.P.-Lounge, einen renovierten Parkplatz, umfangreiche Malerarbeiten im Innenraum und eine neue Beschallungsanlage. Hinzu kam ein neuer Kraftraum und weitere Büroräume. Dies senkt das Platzangebot auf 11.000.
Im Sommer 2014 wurde eine umfangreiche Sanierung und Modernisierung für 36 Mio. US-Dollar beendet. Es wurden u. a. die Gänge in der Halle für die bessere Zugänglichkeit verbreitert, ein ADA-konformer Aufzug und Toilettenräume, ebenfalls nach den Vorgaben der ADA, wurden eingebaut. Die Bestuhlung erhielt Sitze mit bequemeren Sitzlehnen, es wurde ein neuer Videowürfel unter Hallendecke installiert. Ein neues akademisches Zentrum für die Sportstudenten sowie ein neues sportmedizinisches Zentrum mit einer Hydrotherapieeinheit wurden hinzugefügt. Dazu gehört des Weiteren ein vergrößerter Kraftraum, Trainerbüros, neue Umkleidesuiten die für Frauen und Männer sowie neue Team-Besprechungsräume mit Videobildschirmen. Im Außenbereich wurde die Fassade mit den über 282.000 Backsteinen mit Tuckpointing neu verfugt. Es wurden mehr als 9700 Fensterscheiben durch Scheiben aus energieeffizientem Glas ausgetauscht. Diese Umgestaltung senkte die Kapazität von 10.000 auf die heute gültige Zahl von 9100 Besuchern.
1983 wurde die Sporthalle in das National Register of Historic Places aufgenommen. 1987 folgte die Aufnahme in die National Historic Landmarks.

## Veranstaltungen
Das Hinkle Fieldhouse war in seiner Geschichte u. a. Schauplatz von Reden der US-amerikanischen Präsidenten Herbert Hoover, Dwight D. Eisenhower, Richard Nixon, Gerald Ford, Bill Clinton und George H. W. Bush, Crusades von Prediger Billy Graham, Basketballspiele der Indianapolis Jets (BAA) und der Indianapolis Olympians (NBA), Tennisspiele von Bill Tilden und Jack Kramer, die erste Partie zwischen den Basketballnationalmannschaften der USA und der UdSSR, U.S. Olympic Trials im Basketball, die Eis-Show von Sonja Henie, Zirkus- und Pferdesportveranstaltungen, Roller Derby oder Sechstagerennen. Während des Zweiten Weltkrieges wurde die Halle von den Streitkräften der Vereinigten Staaten als Kaserne genutzt. Das erste ABA All-Star Game machte am 9. Januar 1968 im Hinkle Fieldhouse vor 10.872 Zuschauern Station. Das 1982 fanden die Goalball-Weltmeisterschaften in der Basketballarena statt. Im Rahmen der Panamerikanische Spielen 1987 wurden hier die Partien im Volleyball ausgetragen.
Während der Renovierung des Bankers Life Fieldhouse, geplant von 2020 bis 2022, tragen die Indiana Fever aus der Women’s National Basketball Association (WNBA) ihre Heimspiele in den Spielzeiten 2020, 2021 und teilweise 2022 im Hinkle Fieldhouse aus.

## Kultur
Die Szenen des entscheidenden Meisterschaftsspiels im Spielfilm Freiwurf (Originaltitel: Hoosiers) mit Gene Hackman, Barbara Hershey und Dennis Hopper wurden im Fieldhouse gedreht.

## Galerie

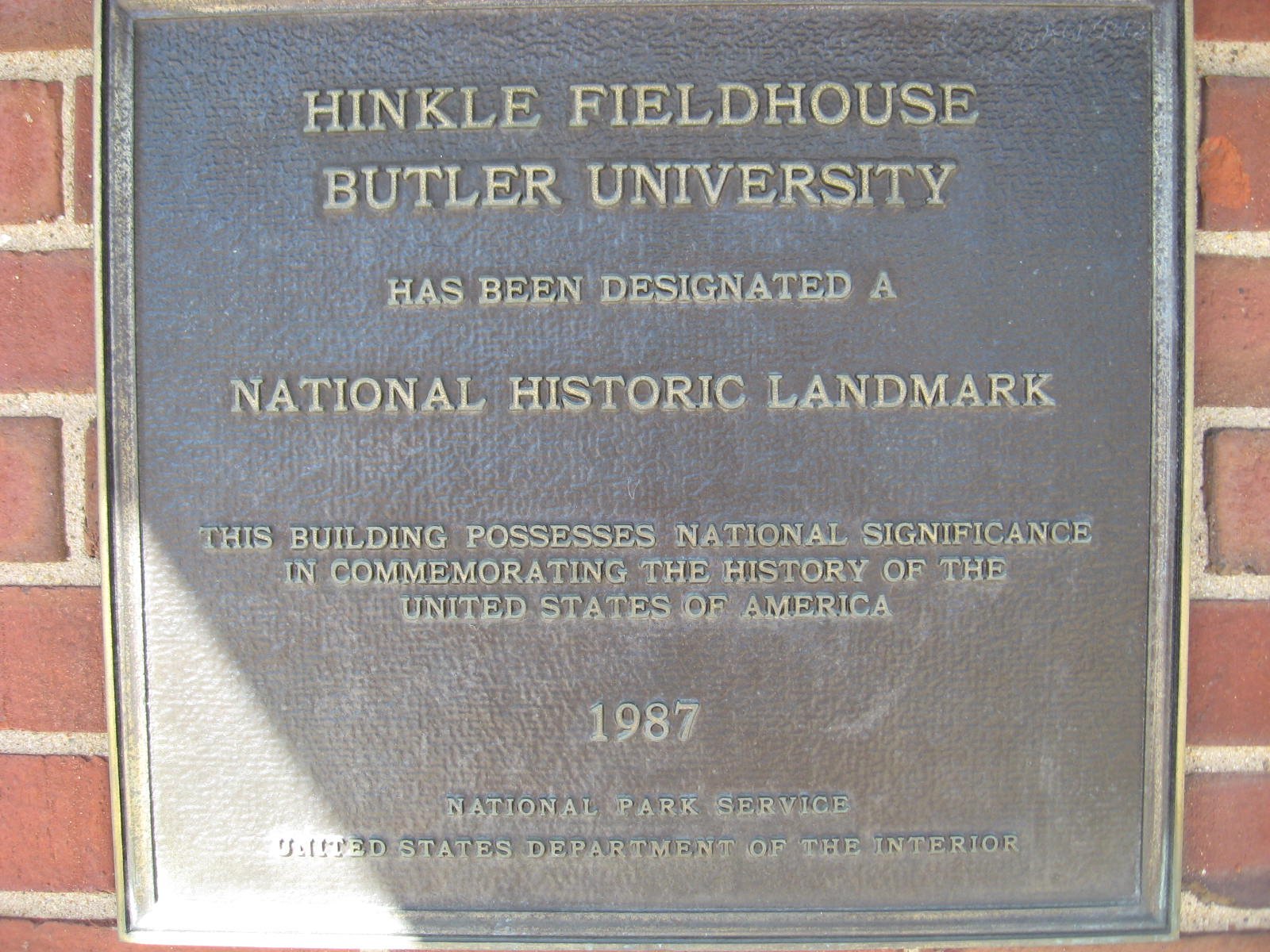
Die Plakette der National Historic Landmarks
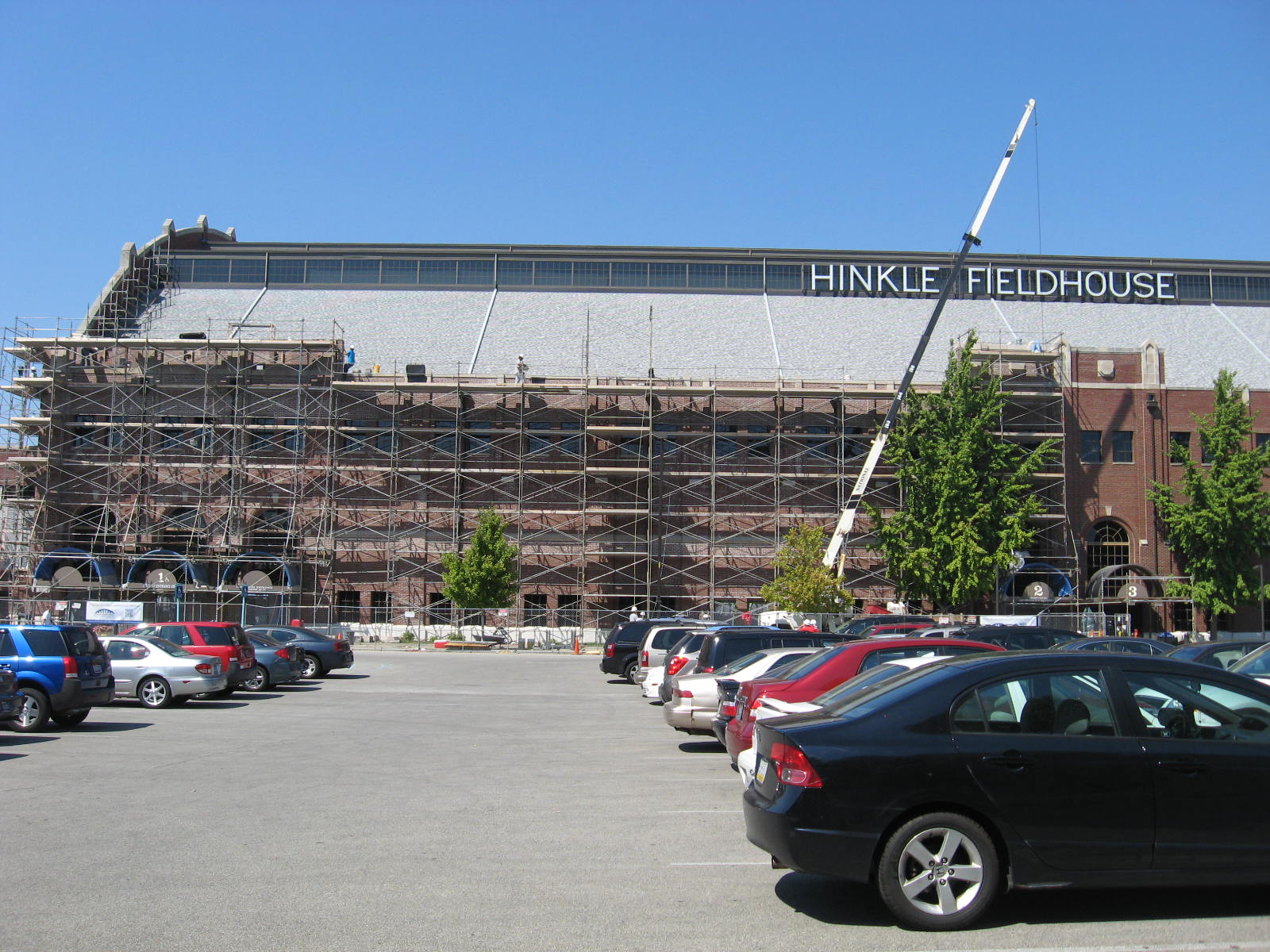
Die Südseite während der Renovierung
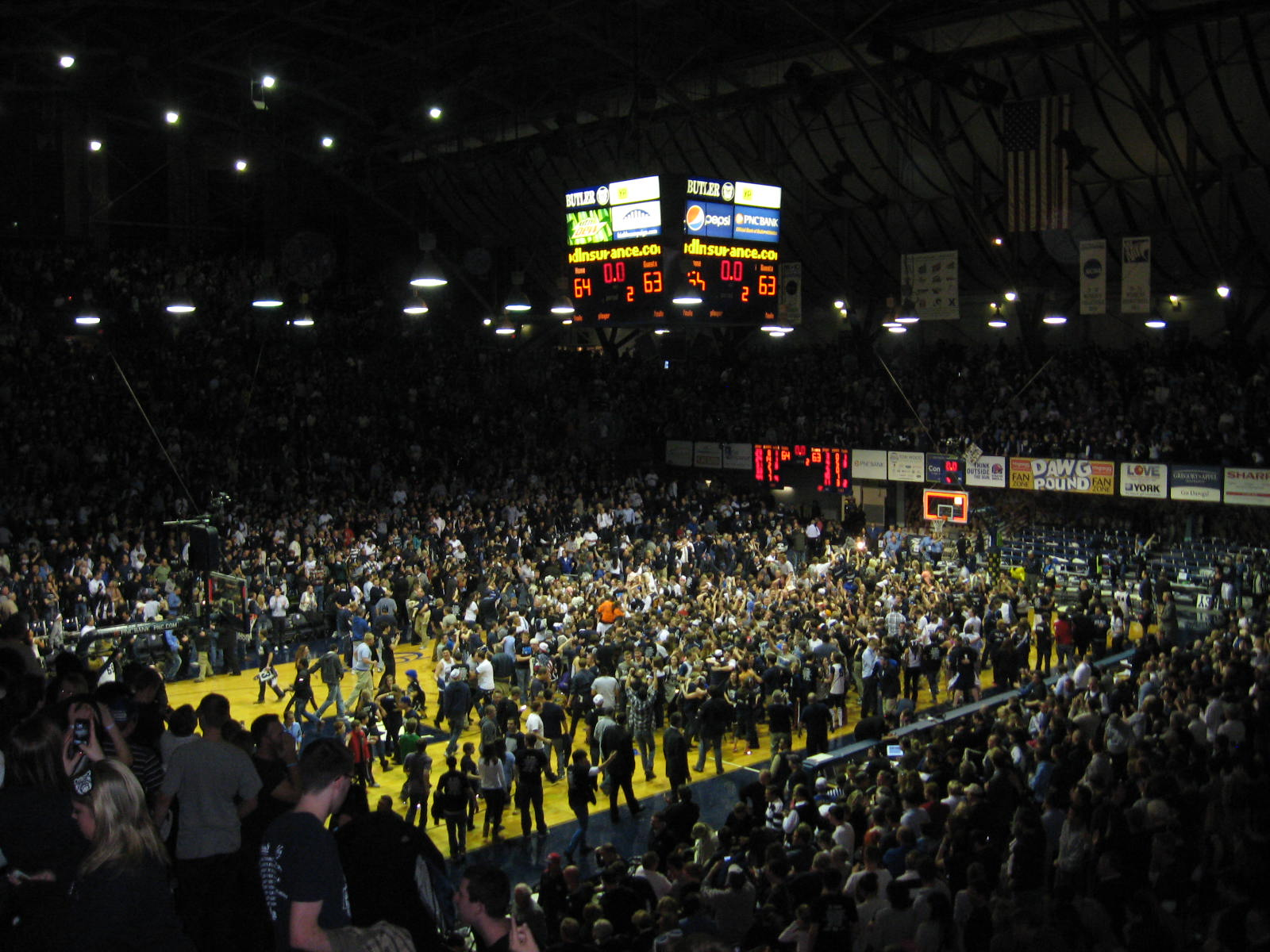
Fans auf dem Spielfeld nach einem Basketballspiel gegen die Gonzaga Bulldogs am 19. Januar 2013